# Noce (Vicopisano)
Noce è una frazione del comune italiano di Vicopisano, nella provincia di Pisa, in Toscana.

## Geografia fisica
Il borgo di Noce è situato lungo la strada provinciale 2 Vicarese che collega Pisa con Vicopisano, tra i paesi di Uliveto Terme e Lugnano, ai piedi del Monte Verruca, una delle alture che compongono i Monti Pisani, caratterizzato dalla presenza di un'antica rocca e di un monastero, che si presentano oggi entrambi sotto forma di ruderi. Il borgo è posto sotto una scogliera di massi cavernosi calcarei, che vanno a formare le cosiddette Grotte di Noce, tra le quali la più significativa è la Grotta del Pippi.
Ancora più a valle del borgo si trova la Piana di Noce, località posta sulle rive dell'Arno e perlopiù interessata da attività artigianali, commerciali ed industriali.

## Storia
Il borgo è documentato per la prima volta in un documento del 970 ed è stato a partire dall'epoca medievale proprietà di numerose famiglie pisane facoltose, come i Del Mosca, i Lanfreducci, i Lanfranchi e gli Upezzinghi, i quali svilupparono l'economia del paese con la realizzazione di edifici agricoli.
Nel XVIII secolo, Noce e il suo territorio furono studiati da Giovanni Targioni Tozzetti e le grotte calcaree documentate nella sua opera Viaggi fatti in diverse parti della Toscana per osservare le produzioni naturali e gli antichi monumenti di essa, mentre nel secolo successivo furono oggetti di studi del professor Paolo Savi, che nelle Memorie indicò le grotte di Noce come decisive nella costituzione fisica dei Monti Pisani.

## Monumenti e luoghi d'interesse
- Chiesa di San Domenico, piccola chiesa situata al centro del borgo, è stata costruita nel 1639, data incisa su una lapide sulla facciata. L'edificio religioso è inserito nel territorio della parrocchia di Uliveto Terme.[3]

- Villa Rita, già Lanfreducci-Upezzinghi, risalente al XV secolo, ma completamente ristrutturata nel XVII secolo, comprende anche un ampio cortile e un salone con decorazioni cinquecentesche di Agostino Ghirlanda. Intorno alla villa si sviluppano altri edifici antichi, un tempo utilizzati a scopi agricoli.[3]